# Ecnomiohyla fimbrimembra
Ecnomiohyla fimbrimembra é uma espécie de anfíbio da família Hylidae.
Pode ser encontrada nos seguintes países: Costa Rica e Panamá.
Os seus habitats naturais são: regiões subtropicais ou tropicais húmidas de alta altitude.
Está ameaçada por perda de habitat.